# バキルディン・スバンベコフ
バキルディン・スバンベコフ（1952年2月18日 -）は、キルギスタンの政治家、警察官僚。民警中将。元内務相。

## ソ連時代
チュイ州ケミンスキー地区クィズィル・オクチャーブリ村出身。キルギス人、ソルト族。8人兄弟の次男。
- 1970年 - 第2903自動車縦隊の3級運転手
- 1970年～1972年 - ソビエト軍に勤務
- 1973年～1974年 - フルンゼ－オシュ道サービス民警独立道路監督小隊の監督官
- 1974年～1976年 - フルンゼーオシュ道サービス民警独立道路監督小隊の先任監督官
- 1976年～1980年 - 国家自動車監督局（GAI）独立道路監督大隊隊列部署の先任監督官
- 1979年 - キルギス国立大学卒業
- 1980年 - カリーニンスキー地区執行委員会GAI地区間登録・試験班の国家自動車監督官
- 1980年～1983年 - オシューフルンゼールィバチエ道サービス道路警邏局の先任監督官
- 1983年～1985年 - カリーニンスキー地区執行委員会内務課取調班の取調官
- 1985年～1986年 - モスコフスキー地区執行委員会内務課OBKhSSの捜査係
- 1986年 - モスコフスキー地区内務課OBKhSS班の先任捜査係
- 1986年～1988年 - カラ・バルタ市執行委員会内務課OBKhSS長
- 1988年～1990年 - カリーニン地区執行委員会内務課副課長
- 1990年～1991年 - カラ・バルタ市執行委員会内務課長

## キルギス共和国時代
- 1991年～1992年 - チュイ州カラ・バルタ市内務課長
- 1992年～1994年 - チュイ州カリーニンスキー地区内務課長
- 1994年～1996年 - オシ州内務課局長
- 1996年～2001年 - チュイ州内務課長

2001年3月13日～10月、内務省組織犯罪・匪賊対策総局長。2001年10月～2002年6月、刑事捜索総局長。2002年6月14日、内務相。
2007年12月の議会選挙において、「アタ・メケン」社会党のリストに登録。

## パーソナル
妻帯、3児と1人の孫娘を有する。弟のヌルベクも民警で働いており、鉄道輸送機関内務課長、民警中佐である。
「民警優秀者」名誉記章を受章。